# Claudaxylia dinshoense
Claudaxylia dinshoense är en fjärilsart som beskrevs av François Louis Nompar de Caumont de Laporte 1984. Claudaxylia dinshoense ingår i släktet Claudaxylia och familjen nattflyn. Inga underarter finns listade i Catalogue of Life.